# Escritas curdas

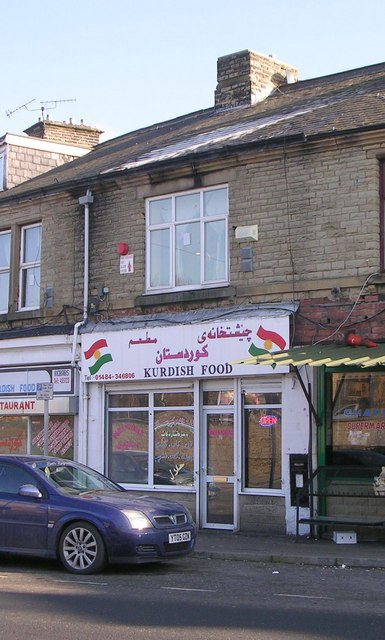
Cartaz de restaurante curdo na Inglaterra, escrito em caracteres árabes e em inglês

As escritas Curdas são os dois alfabetos: um alfabeto latino introduzido por Celadet Alî Bedirxan em 1932, chamado de  'alfabeto Bedirxan'  ou  'alfabeto Hawar'  (por causa da revista Hawar) e uma escrita perso-árabe chamada de  'alfabeto Sorani'  ou  'alfabeto curdo central' . A administração região do Curdistão concordou com um padrão para o Curdo Central, implementado em Unicode para fins de computação.
O alfabeto Hawar é usado na Síria, Turquia e Armênia; o curdo central em Iraque e Irã. Dois alfabetos adicionais, baseados no alfabeto armênio e na escrita cirílica, já foram usados na República Socialista Soviética Armênia

## Alfabeto Bedirxan (Hawar)
O dialeto Kurmanji da língua curda é escrito em um alfabeto latino estendido, consistindo nas 26 letras do alfabeto latino ISO básico com 5 letras com diacríticos, para um total de 31 letras]] (cada uma com maiúscula e minúscula):
| 1                               | 2 | 3 | 4 | 5 | 6 | 7 | 8 | 9 | 10 | 11 | 12 | 13 | 14 | 15 | 16 | 17 | 18 | 19 | 20 | 21 | 22 | 23 | 24 | 25 | 26 | 27 | 28 | 29 | 30 | 31 |
| Letras Maiúsculas (Caixa Alta)  |   |   |   |   |   |   |   |   |    |    |    |    |    |    |    |    |    |    |    |    |    |    |    |    |    |    |    |    |    |    |
| A                               | B | C | Ç | D | E | Ê | F | G | H  | I  | Î  | J  | K  | L  | M  | N  | O  | P  | Q  | R  | S  | Ş  | T  | U  | Û  | V  | W  | X  | Y  | Z  |
| Letras Minúsculas (Caixa Baixa) |   |   |   |   |   |   |   |   |    |    |    |    |    |    |    |    |    |    |    |    |    |    |    |    |    |    |    |    |    |    |
| a                               | b | c | ç | d | e | ê | f | g | h  | i  | î  | j  | k  | l  | m  | n  | o  | p  | q  | r  | s  | ş  | t  | u  | û  | v  | w  | x  | y  | z  |

Neste alfabeto, as vogais curtas são E, I e U, enquanto as vogais longas são A, Ê, Î, O e Û (veja os equivalentes IPA na tabela Ajuda: IPA / Curdo).
Ao apresentar o alfabeto em sua revista  Hawar , Celadet Alî Bedirxan propôs usar ⟨ ḧ ẍ '⟩ nunca foi proposto. O símbolo não aparece no texto.}} Para  غ,  ح e  ع, soa que ele julgou ser "não curdo" . Esses três glifos não têm o status oficial de letras, mas servem para representar esses sons quando são indispensáveis à compreensão.
A Turquia não reconhece este alfabeto. O uso das letras Q, W e X, que não existiam no alfabeto latino turco até 2013, levou à perseguição em 2000 e 2003). Desde setembro de 2003, muitos curdos solicitaram aos tribunais mudar seus nomes para os curdos escritos com essas letras, mas não conseguiram.
O governo turco finalmente legalizou as letras Q, W e X como parte do alfabeto latino turco em 2013.

## Comparação de escritas Curdas
| Kurmancî Hawar | Kurmancî Cirílico | Sorani   | Sorani  | Sorani   | Sorani    | Yezidi | IPA   |
| Kurmancî Hawar | Kurmancî Cirílico | (isolada | (final) | (medial) | (inicial) | Yezidi | IPA   |
| -------------- | ----------------- | -------- | ------- | -------- | --------- | ------ | ----- |
| A, a           | А, а              | ا        | ـا      | ـا       | —         | 𐺀      | ä\|aː |
| B, b           | Б, б              | ب        | ـب      | ـبـ      | بـ        | 𐺁      | b     |
| C, c           | Щ, щ              | ج        | ـج      | ـجـ      | جـ        | 𐺆      | d͡ʒ    |
| Ç, ç           | Ч, ч              | چ        | ـچ      | ـچـ      | چـ        | 𐺇      | t͡ʃ    |
| Çʼ, çʼ         | Чʼ, чʼ            | —        | —       | —        | —         | 𐺈      | t͡ʃʼ   |
| D, d           | Д, д              | د        | ـد      | ـد       | د         | 𐺋      | d     |
| E, e           | Ә, ә              | ە        | ـە      | ـە       | ە         | 𐺦      | ɛ     |
| Ê, ê           | Е, е (Э э)        | ێ        | ـێ      | ـێـ      | ێـ        | 𐺩      | eː    |
| F, f           | Ф, ф              | ف        | ـف      | ـفـ      | فـ        | 𐺙      | f     |
| G, g           | Г, г              | گ        | ـگ      | ـگـ      | گـ        | 𐺟      | ɡ     |
| H, h           | Һ, һ              | ھ        | —       | ـھـ      | ھ         | 𐺧      | h     |
| (Ḧ, ḧ)         | Һ’, һ’            | ح        | ـح      | ـحـ      | حـ        | 𐺉      | ħ     |
| I, i           | Ь, ь              | —        | —       | —        | —         | —      | ɨ     |
| Î, î           | И, и              | ی        | ـی      | ـیـ      | یـ        | 𐺨      | iː    |
| J, j           | Ж, ж              | ژ        | ـژ      | ـژ       | ژ         | 𐺐      | ʒ     |
| K, k           | К, к              | ک        | ـک      | ـکـ      | کـ        | 𐺝      | k     |
| L, l           | Л, л              | ل        | ـل      | ـلـ      | لـ        | 𐺠      | l     |
| — (l)          | Л’, л’            | ڵ        | ـڵ      | ـڵـ      | —         | 𐺰      | ɫ\|ɫ  |
| M, m           | М, м              | م        | ـم      | ـمـ      | مـ        | 𐺡      | m     |
| N, n           | Н, н              | ن        | ـن      | ـنـ      | نـ        | 𐺢      | n     |
| O, o           | O, o              | ۆ        | ـۆ      | ـۆ       | ۆ         | 𐺥      | o     |
| P, p           | П, п              | پ        | ـپ      | ـپـ      | پـ        | 𐺂      | p     |
| P’, p’         | П’, п’            | —        | —       | —        | —         | 𐺃      | pʼ    |
| Q, q           | Ԛ, ԛ              | ق        | ـق      | ـقـ      | قـ        | 𐺜      | q     |
| R, r           | Р, р              | ر        | ـر      | ـر       | —         | 𐺍      | ɾ     |
| — (r)          | Р’, р’            | ڕ        | ـڕ      | ـڕ       | ڕ         | 𐺎      | r     |
| S, s           | С, с              | س        | ـس      | ـسـ      | سـ        | 𐺑      | s     |
| Ş, ş           | Ш, ш              | ش        | ـش      | ـشـ      | شـ        | 𐺒      | ʃ     |
| T, t           | Т, т              | ت        | ـت      | ـتـ      | تـ        | 𐺕      | t     |
| U, u           | Ӧ, ӧ              | و        | ـو      | ـو       | و         | 𐺣      | u     |
| Û, û           | У, у              | وو       | ـوو     | ـوو      | —         | 𐺣𐺣     | uː    |
| —              | —                 | ۊ        | —       | —        | ـۊ        | —      | yː    |
| V, v           | В, в              | ڤ        | ـڤ      | ـڤـ      | ڤـ        | 𐺚 𐺛    | v     |
| W, w           | Ԝ, ԝ              | و        | ـو      | ـو       | و         | 𐺤      | w     |
| X, x           | Х, х              | خ        | ـخ      | ـخـ      | خـ        | 𐺊      | x     |
| (Ẍ, ẍ)         | Гʼ, гʼ            | غ        | ـغ      | ـغـ      | غـ        | 𐺘      | ɣ     |
| Y, y           | Й, й              | ی        | ـی      | ـیـ      | یـ        | 𐺨      | j     |
| Z, z           | З, з              | ز        | ـز      | ـز       | ز         | 𐺏      | z     |
| (')            | —                 | ع        | ـع      | ـعـ      | عـ        | 𐺗      | ʕ     |

Um antigo alfabeto curdo é documentado pelo conhecido autor muçulmano Ibn Wahshiyya em seu livro (Shawq al-Mustaham) escrito em 856 DC Ibn Wahshiyya escreve: "Eu vi trinta livros em Bagdá neste alfabeto, dos quais eu traduziu dois livros científicos do curdo para o árabe; um dos livros sobre a cultura da videira e da palmeira e o outro sobre a água e os meios de encontrá-la em solo desconhecido."

### Escrita Cirílica
Um terceiro sistema, usado pelos poucos curdos (falantes de Kurmanji) na antiga União Soviética, especialmente na Armênia, usava um alfabeto cirílico, consistindo de 40 letras.
Foi projetado em 1946 por Heciyê Cindî:
| А а | Б б   | В в | Г г   | Г’ г’ | Д д | Е е   | Ә ә | Ә’ ә’ | Ж ж |
| З з | И и   | Й й | К к   | К’ к’ | Л л | М м   | Н н | О о   | Ӧ ӧ |
| П п | П’ п’ | Р р | Р’ р’ | С с   | Т т | Т’ т’ | У у | Ф ф   | Х х |
| Һ һ | Һ’ һ’ | Ч ч | Ч’ ч’ | Ш ш   | Щ щ | Ь ь   | Э э | Ԛ ԛ   | Ԝ ԝ |

### Alfabeto armênio
De 1921 a 1929, uma versão modificada do alfabeto armênio foi usada para Kurmanji, na República Socialista Soviética Armênia:
| Ա ա | Պ պ   | Ճ ճ   | Ջ ջ   | Չ չ   | Տ տ   | Աՙ աՙ | Է է | Ե ե | Ֆ ֆ |
| Կ կ | Հՙ հՙ | Ը ը   | Ի ի   | Ժ ժ   | Գ գ   | Ք ք   | Լ լ | Մ մ | Ն ն |
| Օ օ | Ո ո   | Էօ էօ | Բ բ   | Փ փ   | Գՙ գՙ | Ր ր   | Ռ ռ | Ս ս | Շ շ |
| Դ դ | Թ թ   | Ւ ւ   | Ու ու | Իւ իւ | Վ վ   | Ւՙ ւՙ | Խ խ | Ղ ղ | Յ յ |
| Զ զ |       |       |       |       |       |       |     |     |     |

Foi então substituído por um Janalif - como o alfabeto latino durante as campanhas pela latinização na União Soviética. a, b, c, ç, d, e, ә, f, g, г, h, i, ь, j, k, ʀ, l, m, ɴ, o, ө, w, p, n, q, ч, s, ш, ц, t, u, y, v, x, z, ƶ. In 1929 it was reformed and was replaced by the following alphabet:
| A a | B b | C c | Ꞓ ꞓ | Ç ç | D d | E e | Ə ə |
| Ə́ ə́ | F f | G g | Ƣ ƣ | H h | Ħ ħ | I i | J j |
| K k | Ķ ķ | L l | M m | N n | O o | Ö ö | P p |
| Ṕ ṕ | Q q | R r | S s | Ş ş | T t | Ţ ţ | U u |
| Û û | V v | W w | X x | Y y | Z z | Ƶ ƶ | Ь ь |

## Yezidi
Ver escrita Iezidi